# We Wish You a Merry Christmas

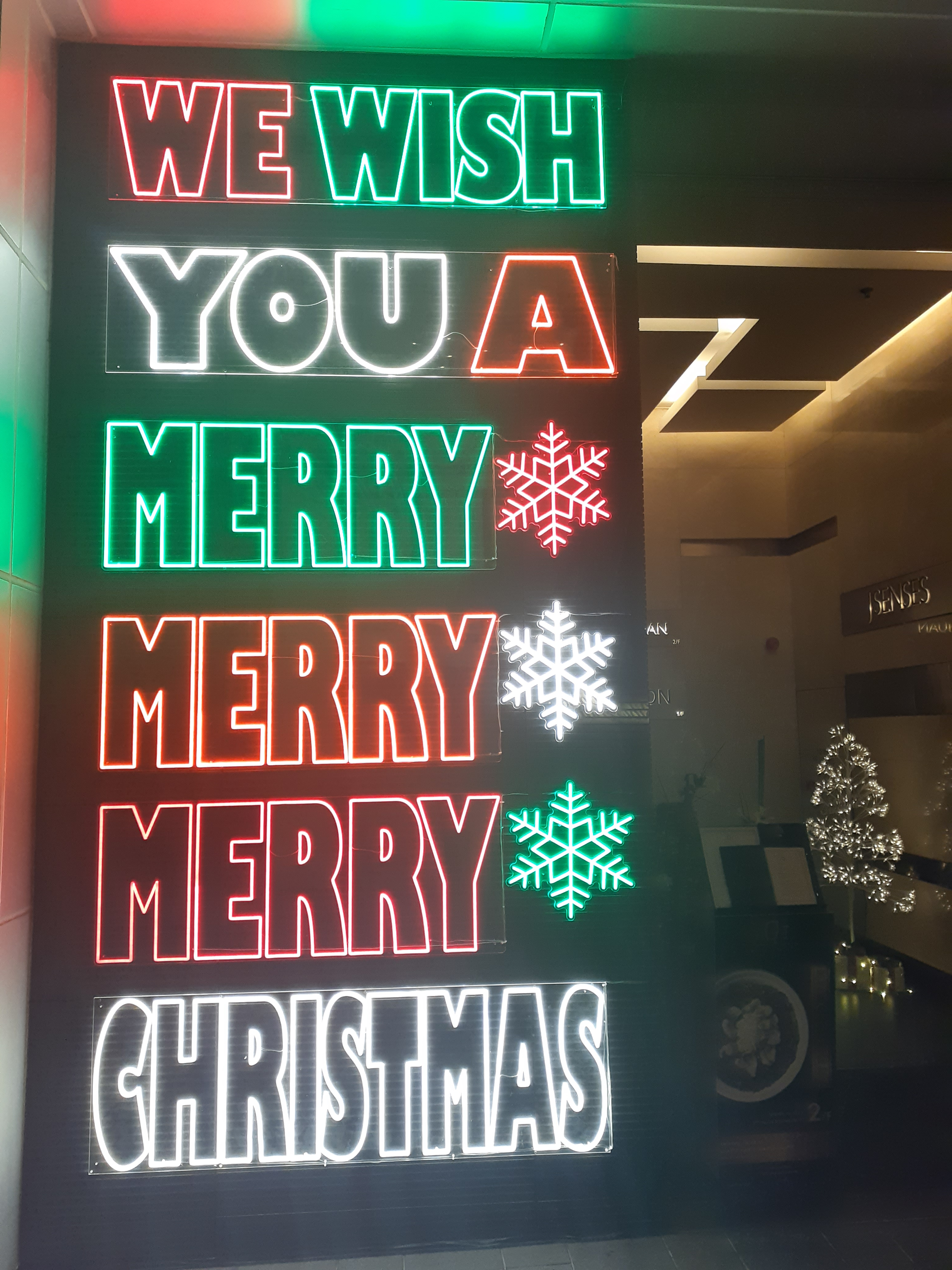
Banner v Číně inspirovaný koledou

„We Wish You a Merry Christmas“ je jedna z nejznámějších anglických vánočních koled. Původně pochází z oblasti West Country (Cornwall a jihozápadní Anglie). Kdy tato koleda vznikla není známé, vánoční pozdrav a merry Christmas and a happy New Year byl ale poprvé zaznamenán na začátku 18. století, nicméně tato koleda se neobjevuje ve většině sborníků lidových písní z přelomu 19. a 20. století.  Tuto koledu zpopularizoval hudebník Arthur Warrell z Bristolu (1883–1939). Jeho orchestr tuto píseň hrál 6. prosince 1935 na Bristolské univerzitě, stejného roku píseň vydal Oxford University Press pod názvem „A Merry Christmas: West Country traditional song“. Warrell ovšem některé části lidové koledy lehce poupravil, například místo I wish you a merry Christmas (přeji vám veselé Vánoce) napsal We wish you a merry Christmas (přejeme vám veselé Vánoce). Lidová píseň existovala ve více verzích, nicméně Wareellův text zlidověl i mimo Anglii; rozšířil se do dalších anglicky mluvících zemí a zbytku světa.
Warrelova verze začíná těmito verši:
| „ | We wish you a merry Christmas We wish you a merry Christmas We wish you a merry Christmas and a happy New Year | “ |

(v překladu Přejeme vám veselé Vánoce, Přejeme vám veselé Vánoce, Přejeme vám veselé Vánoce a šťastný Nový rok)
Názvem této koledy byl inspirován název alba We Wish You a Merry Christmas z roku 1962 od Raye Conniffa, nebo název videohry We Wish You a Merry Christmas pro Wii z roku 2009.